# 汤钊猷
汤钊猷（1930年12月26日—），男，广东新会人，中国肿瘤外科学家，中国工程院院士。

## 生平
1954年毕业于上海第一医学院，获学士学位。1970年代，率先從美國引入一台蘋果桌面電腦，將病例數據化，是中國數碼化病歷的第一人。1994年当选为中国工程院院士。